# カール・ゴットリープ・ライシガー
カール・ゴットリープ・ライシガー（Carl Gottlieb Reissiger, 1798年1月31日 - 1859年11月7日） は、ドイツの作曲家・指揮者である。

## 経歴
1798年、ベルツィヒに生まれ、当初ライプツィヒ大学で神学を学ぶ。その後ロンドンで客死したカール・マリア・フォン・ウェーバーの後任として、ドレスデン歌劇場管弦楽団の指揮者に就任した。1859年にドレスデンで死去するまでこの地位にあった。在任中にリヒャルト・ワーグナーの「リエンツィ」を初演したことで知られる。
作曲家としては19曲の弦楽四重奏曲や、23曲のピアノ三重奏曲などの室内楽の分野で知られる。